# Иордан, Павел Августович
Павел Августович Иордан (1825—1894) — статистик и эстляндский местный деятель.
Будучи членом и секретарём эстляндского статистического комитета, Иордан первый не только в России, но и в Европе успешно применил изобретенную Энгелем карточную систему сбора статистических сведений (при переписи жителей г. Ревеля (ныне — Таллин) в 1871); из 8 (с 1863 по 1894) отчётов эстляндского статистического комитета им были составлены 7.